# Liste der Bodendenkmäler in Birkenfeld (Unterfranken)
Auf dieser Seite sind die Bodendenkmäler in der unterfränkischen Gemeinde Birkenfeld zusammengestellt. Diese Tabelle ist eine Teilliste der Liste der Bodendenkmäler in Bayern. Grundlage ist die Bayerische Denkmalliste, die auf Basis des Bayerischen Denkmalschutzgesetzes vom 1. Oktober 1973 erstmals erstellt wurde und seither durch das Bayerische Landesamt für Denkmalpflege geführt wird. Die folgenden Angaben ersetzen nicht die rechtsverbindliche Auskunft der Denkmalschutzbehörde.

## Bodendenkmäler der Gemeinde Birkenfeld

### Bodendenkmäler in der Gemarkung Billingshausen
| Lage                      | Objekt | Akten-Nr.     | Bild |
| ------------------------- | --- | ------------- | ---- |
| Billingshausen (Standort) | Siedlung der Urnenfelderzeit. | D-6-6124-0004 |      |
| Billingshausen (Standort) | Siedlung vermutlich der Bronzezeit. | D-6-6124-0031 |      |
| Billingshausen (Standort) | Siedlung der Linearbandkeramik, der Urnenfelderzeit, der jüngeren Latènezeit und vermutlich der Hallstattzeit.                                           | D-6-6124-0079 |      |
| Billingshausen (Standort) | Siedlung vorgeschichtlicher Zeitstellung. | D-6-6124-0105 |      |
| Billingshausen (Standort) | Befunde des Mittelalters und der frühen Neuzeit im Bereich der evangelisch-lutherischen Pfarrkirche von Billingshausen mit ehemals befestigtem Kirchhof. | D-6-6124-0106 |      |
| Billingshausen (Standort) | Mittelalterliche und frühneuzeitliche Dorfbefestigung von Billingshausen.                                                                                | D-6-6124-0107 |      |
| Billingshausen (Standort) | Mittelalterliche und frühneuzeitliche Befunde im ehemaligen befestigten Ortsbereich von Billingshausen.                                                  | D-6-6124-0108 |      |
| Billingshausen (Standort) | Bestattungsplatz mit Grabhügel vorgeschichtlicher Zeitstellung.                                                                                          | D-6-6124-0150 |      |

### Bodendenkmäler in der Gemarkung Birkenfeld
| Lage                  | Objekt | Akten-Nr.     | Bild |
| --------------------- | --- | ------------- | ---- |
| Birkenfeld (Standort) | Brandgräber der Urnenfelderzeit. | D-6-6124-0007 |      |
| Birkenfeld (Standort) | Körpergräber der Hallstattzeit. | D-6-6124-0010 |      |
| Birkenfeld (Standort) | Siedlung der Linearbandkeramik und der Urnenfelderzeit, Körpergräber der späten Bronzezeit, Brandgräber und Körpergräber der Hallstattzeit.           | D-6-6124-0012 |      |
| Birkenfeld (Standort) | Bestattungsplatz mit Grabhügeln vorgeschichtlicher Zeitstellung.                                                                                      | D-6-6124-0013 |      |
| Birkenfeld (Standort) | Bestattungsplatz mit Grabhügel vorgeschichtlicher Zeitstellung.                                                                                       | D-6-6124-0014 |      |
| Birkenfeld (Standort) | Bestattungsplatz mit Grabhügel vorgeschichtlicher Zeitstellung.                                                                                       | D-6-6124-0015 |      |
| Birkenfeld (Standort) | Bestattungsplatz mit Grabhügel vorgeschichtlicher Zeitstellung.                                                                                       | D-6-6124-0016 |      |
| Birkenfeld (Standort) | Bestattungsplatz mit Grabhügeln vorgeschichtlicher Zeitstellung.                                                                                      | D-6-6124-0017 |      |
| Birkenfeld (Standort) | Bestattungsplatz mit Grabhügeln vorgeschichtlicher Zeitstellung.                                                                                      | D-6-6124-0018 |      |
| Birkenfeld (Standort) | Siedlung der Urnenfelderzeit und der Hallstattzeit.                                                                                                   | D-6-6124-0075 |      |
| Birkenfeld (Standort) | Höhle mit Funden vorgeschichtlicher Zeitstellung. | D-6-6124-0101 |      |
| Birkenfeld (Standort) | Befunde des Mittelalters und der frühen Neuzeit im Bereich der katholischen Pfarrkirche St. Valentin von Birkenfeld mit ehemals befestigtem Kirchhof. | D-6-6124-0102 |      |

### Bodendenkmäler in der Gemarkung Urspringen
| Lage                  | Objekt                                                           | Akten-Nr.     | Bild |
| --------------------- | ---------------------------------------------------------------- | ------------- | ---- |
| Urspringen (Standort) | Bestattungsplatz mit Grabhügeln vorgeschichtlicher Zeitstellung. | D-6-6124-0021 |      |